# Concierto de Aranjuez

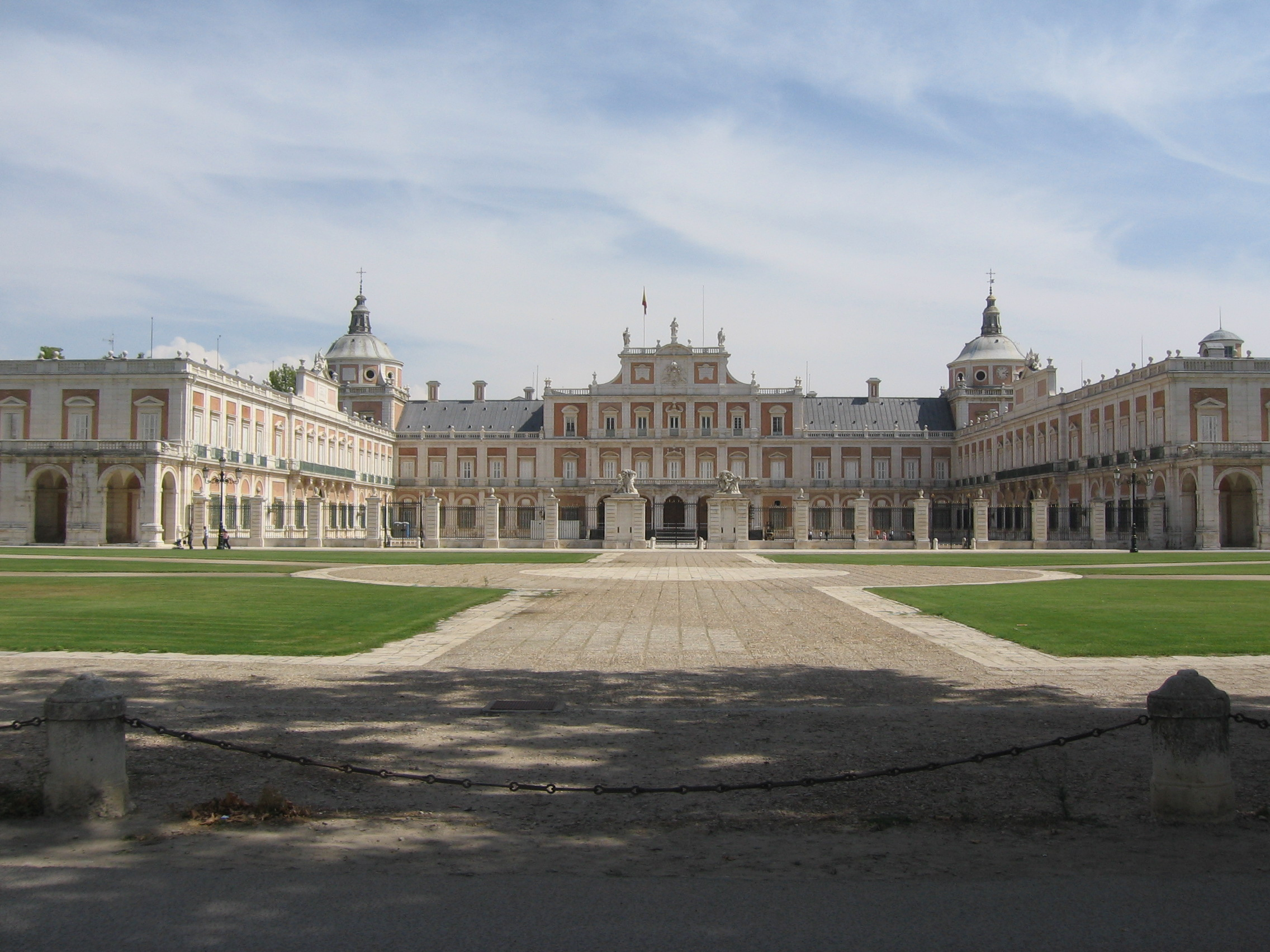
Pałac Królewski w Aranjuez

Concierto de Aranjuez – utwór (koncert na gitarę solo i orkiestrę) autorstwa Joaquína Rodrigi, skomponowany w 1939 roku.
Rodrigo napisał ten koncert dla hiszpańskiego gitarzysty Regina Sainza de la Mazy. Tytuł nawiązuje do ogrodów pałacu w Aranjuez, gdzie Rodrigo wraz z żoną spędzali miesiąc miodowy. Chociaż Rodrigo chciał w utworze zawrzeć klimat końca XVIII wieku na dworze Karola IV i Ferdynanda VII (torreadorzy, obrazy Goi), wyczuwalna jest również świadomość tego, co w 1939 roku przeżywał Rodrigo – lęk przed wojną, śmierć dziecka i ciężka choroba żony.

## Budowa Koncertu
Koncert skomponowany jest tradycyjnie i składa się z trzech części:
- Część I, Allegro con spirito – część radosna, o bardzo hiszpańskim klimacie, gitara jako instrument solowy wydobywa szybkie akordy, tzw. rasgueado.
- Część II, Adagio – część elegijna, dialog pomiędzy instrumentami, nastrój smutku i niepokoju. Całość oparta na prostym, lecz lirycznym i ekspresyjnym temacie głównym, ze znanym solo rożka angielskiego.
- Część III, Allegro gentile – ponowny powrót do radości, klimat ludowego tańca, struktura ronda.

## Koncert w kulturze masowej
Część II, Adagio, jest bardzo znana; wiele osób zna ją bez wiedzy o kompozytorze i tytule dzieła. Wykorzystywano ją w wielu filmach.
W 1974 roku Rodrigo opracował autorską transkrypcję utworu na harfę i orkiestrę.
Szczególnie popularny, melancholijny motyw z części drugiej był wielokrotnie wykorzystywany w utworach muzyków rozrywkowych. Opiera się na nim piosenka Aranjuez, mon amour, którą w 1967 roku nagrał Richard Anthony, a w 1988 roku Jean-François Maurice. Motyw ten wykorzystał również José Feliciano („Aranjuez con Tu Amor”), jak i pianista jazzowy Chick Corea.
W 1982 roku Adagio zostało przearanżowane i dodano słowa. Autorami tej wersji są Herbert Kretzmer i Hal Shaper, a piosenkę pod tytułem Follow me zaśpiewał Demis Roussos. Utwór został również wykorzystany w japońskim anime z 2004 roku Ghost in the shell 2: Innocence. Follow me zaśpiewała w nim Kimiko Itō (sama piosenka nagrana w 1989 roku).

## Niektóre interpretacje
- Narciso Yepes, English Chamber Orchestra(inne języki)
- Paco de Lucía, Orquesta de Cadaques 1991
- Eduardo Fernandez(inne języki), English Chamber Orchestra
- Pepe Romero, Neville Marriner, Academy of St. Martin in the Fields
- Carlos Bonell, Jacek Kaspszyk, Royal Philharmonic Orchestra
- Alfonso Moreno, The State of Mexico Symphony Orchestra, Enrique Batiz
- Isabelle Moretti, Seville Symphony Orchestra (transkrypcja harfowa)
- Tommy Emmanuel, Australian Philharmonic Orchestra 1991 (nagranie w albumie Classical Gas)
- Miles Davis (trąbka) na płycie Sketches of Spain
- Kacper Dworniczak, Michał Klauza/Polska Orkiestra Radiowa (finał Konkursu Młody Muzyk Roku 2018)